# Colin Forbes (Schriftsteller)
Colin Forbes (* 1923 in Hampstead bei London; † 23. August 2006) war das bekannteste Schriftstellerpseudonym des englischen Bestsellerautors Raymond Harold Sawkins. Sawkins veröffentlichte auch Bücher unter den Namen Richard Raine, Harold English und Jay Bernard, wollte aber nur noch auf seine Veröffentlichungen unter „Colin Forbes“ angesprochen werden.

## Leben
Nach der Schule bekam Sawkins eine Anstellung bei einem Verlag. Er diente im Zweiten Weltkrieg in Nordafrika und im Nahen Osten. Vor seinem Ausscheiden aus dem Militärdienst war er als Offizier in Rom bei einer Zeitungseinheit tätig. Ab 1946 arbeitete Forbes als Werbefachmann, Lektor, Herausgeber und Drehbuchautor. Sein erstes Buch, Snow on High Ground, veröffentlichte er 1966 noch unter seinem eigenen Namen „Raymond Harold Sawkins“. Mit dem Haupthelden John Snow, einem Superintendenten von Scotland Yard, veröffentlichte er noch zwei weitere Romane, Snow in Paradise, 1967 und Snow Along the Border, 1968. 1969 veröffentlichte er mit Tramp in Armour das erste Buch unter dem Pseudonym „Colin Forbes“.
Für den Film Lawinenexpress (Avalanche Express, 1979) mit Lee Marvin, Maximilian Schell, Horst Buchholz und Robert Shaw schrieb Forbes die Romanvorlage.
Nach verschiedenen weiteren Kriminalthrillern schuf Forbes 1982 seine erfolgreichste Heldentruppe um den stellvertretenden Direktor des britischen Geheimdienstes SIS, Tweed (ein Mann ohne Vornamen). In den Romanen verarbeitet Forbes ausgedehnte Reisen durch Asien, Afrika, die USA und vielen europäischen Ländern und kann damit die Abenteuer seiner Helden mit typischem Lokalkolorit anreichern (bis hin zu Landschaften oder Gaststätten in Norddeutschland und Bayern). Die Politthriller werden heute in mehr als zwanzig Sprachen übersetzt.
Forbes war verheiratet mit der Kanadierin Jane Robertson, die 1993 starb, ohne ihn vorher von ihrer tödlichen Krankheit wissen zu lassen. Ihr zu Ehren widmete er den Thriller Kalte Wut (Fury, 1995), in dem er viel von seiner Trauer einfließen ließ.
In einem seiner letzten Bücher, Das Netz (The Cell, 2002), erschienen wenige Monate nach den Anschlägen vom 11. September in Amerika, thematisiert Forbes einen Anschlag von Terroristen der Al-Qaida auf London.
Colin Forbes lebte in Woking in der englischen Grafschaft Surrey. Er hat eine Tochter namens Janet.

## Werke

### Romane aus der Tweed-Serie
1. Endspurt (Double Jeopardy, 1982), Weltbild – ISBN 3-89897-221-6
2. Fangjagd (Terminal, 1984),  Benziger – ISBN 3-545-36402-X
3. Der Überläufer (Cover Story, 1985), Heyne – ISBN 3-453-87867-1
4. Der Janus-Mann (The Janus Man, 1987), Heyne – ISBN 3-453-03644-1
5. Cossack (Deadlock, 1988), Heyne – ISBN 3-453-02630-6
6. Der Jupiter-Faktor (The Greek Key, 1989), Hoffmann & Campe – ISBN 3-453-77018-8
7. Schockwelle (Shockwave, 1990), Heyne – ISBN 3-453-05294-3
8. Incubus (Whirlpool, 1991), Heyne – ISBN 3-453-06403-8
9. Die unsichtbare Flotte (By Stealth, 1992), Heyne – ISBN 3-453-08911-1
10. Feuerkreuz (Cross of Fire, 1992), Heyne – ISBN 3-453-86797-1
11. Todesspur (The Power, 1994), Heyne – ISBN 3-453-12515-0
12. Kalte Wut (Fury, 1995), Heyne – ISBN 3-453-87465-X
13. Abgrund (Precipice, 1995), Heyne – ISBN 3-453-77099-4
14. Hexenkessel (The Cauldron, 1996), Heyne – ISBN 3-453-18083-6
15. Der schwarze Orden (The Sisterhood, 1998), Heyne – ISBN 3-453-18663-X
16. Kaltgestellt (This United State, 1999), Heyne – ISBN 3-453-18601-X
17. Teufelsflut (Sinister Tide, 1999), Heyne – ISBN 3-453-86966-4
18. Das Inferno (Rhinoceros, 2000), Heyne – ISBN 3-453-87762-4
19. Die Klinge (The Vorpal Blade, 2001), Heyne – ISBN 3-453-43097-2
20. Das Netz (The Cell, 2002), Heyne – ISBN 3-453-01209-7
21. Skelett (No Mercy, 2003), Heyne – ISBN 3-453-26539-4
22. Komplott (Blood Storm, 2004), Heyne – ISBN 3-453-43369-6
23. Todeskette (The Main Chance, 2005), Heyne – ISBN 3-453-01092-2
24. Die Schlucht (The Savage Gorge, 2006), Heyne – ISBN 3-453-26614-5

### Andere Bücher
- Gehetzt.  (Tramp in Armour.) Heyne, 1969
- Die Höhen von Zervos. (The Heights of Zervos.) Heyne, 1970
- Hinterhalt. (The Palermo Ambush.) Heyne, 1972. Auch als  Der Anschlag, übersetzt von Thomas Pape in der Reihe Action. Heyne Jubiläumsbände 50/13, Heyne, 1986
- Target 5. (Target 5.) Heyne, 1973
- Tafak. (Year of the Golden Ape.) Schröder, 1974
- Nullzeit. (The Stone Leopard.) Heyne, 1975
- Lawinenexpress. (Avalanche Express.) Heyne 1977, ISBN 3-453-01076-0) (verfilmt)
- Focus  (The Stockholm Syndicate.) Schröder, 1981
- Das Double. (The Leader and the Damned.) Heyne, 1983
- In letzter Minute. (The Heavens Above Us.) Heyne, 2002
  - Dieses Werk wurde bereits 1979 unter dem Pseudonym Harold English mit dem Titel The Heavens Above Us geschrieben, im englischsprachigen Raum jedoch nie veröffentlicht. Die einzige Veröffentlichung weltweit ist die deutsche Ausgabe, die dann unter „Colin Forbes“ auf den Markt kam.